# Cry Me a River (píseň, Justin Timberlake)
Cry Me a River (Vyplač mi řeku) je druhý singl Justina Timberlakea z jeho debutového alba Justified, který vyšel na konci roku 2002, a můžeme v něm slyšet i Timbalanda.

## Informace o písni
Text písně je pravděpodobně o rozchodu Justina s Britney Spears. Píseň obdržela i v roce 2004 prestižní cenu Grammy v kategorii Nejlepší mužská píseň.
Hodně spekulací vzniklo právě kolem textu písně, ve kterém se zpívá o nevěře, zatímco videoklip zobrazuje Timberlakea, který se mstí další nevěrou.
Tato píseň se dočkala i coververze. Na starosti je mají Lostprophets, o remix písně se postral 50 Cent.
O tuto píseň se vedly i vleklé spory mezi Timbalandem a Scottem Strorchem, který prohlašoval, že ústřední melodie písně pochází z jeho tvorby.

## Umístění
| Hitparáda      | Umístění |
| -------------- | -------- |
| USA            | 3        |
| Polsko         | 1        |
| Austrálie      | 2        |
| Velká Británie | 2        |
| Austrálie      | 2        |
| Švýcarsko      | 9        |
| Kanada         | 22       |
| Německo        | 6        |
| Irsko          | 6        |
| Nizozemsko     | 6        |
| Rakousko       | 29       |
| Itálie         | 14       |
| Nový Zéland    | 11       |
| Svět           | 2        |